# ジェフ・ワトソン (ギタリスト)
ジェフ・ワトソン（Jeff Watson、1956年11月5日 - ）は、アメリカのギタリスト。ナイト・レンジャーやマザーズ・アーミーのギタリストとして知られる。

## 略歴
5歳の時に初めてギターを手にする。12弦のアコースティック・ギターを弾いていたが、高校生の時にライブ演奏を見てエレキギターに興味を持つことになる。高校時代はジョニー・ウィンターやディープ・パープルを聴いて過ごしたという。
大学に進学するも中退、楽器店に勤めながら地元のバーでライブ活動を開始する。その後、サミー・ヘイガーのバンドで活動していたアラン・フィッツジェラルドと共に、ステレオというバンド（ジャック・ブレイズ、ブラッド・ギルス、ケリー・ケイギー）に合流し、レンジャーを結成。同名のバンドが居たため、ナイト・レンジャーと名を改めて本格的に活動を開始する。
ナイト・レンジャー時代の動向に関しては、ナイト・レンジャーの項目を参照。
1993年、ジョー・リン・ターナー、ボブ・デイズリー、カーマイン・アピスとマザーズ・アーミーを結成し、3枚のアルバムを制作する。
1996年、ナイト・レンジャーがオリジナル・ラインナップで再結成。その後も順調に活動を続けていたが、2007年のアルバム『ホール・イン・ザ・サン』リリース後、ジェフ・ワトソンのバンド脱退が発表される。自身は「（アルバム製作時期に）妻の父が危篤でオーストラリアに行っていて、戻って来た際にメンバーから外されていた」とインタビューで答えているが、事実関係は不明。
2013年12月、ジョー・リン・ターナー、トニー・フランクリン、カーマイン・アピスらとレガシー・エックスを結成する。2014年2月にバンド名をレイテッド・エックスと改め、ギタリストのカール・コクランの加入を発表。同年11月にリリースされたデビュー・アルバムの『レイテッド・エックス』にジェフ・ワトソンはクレジットされていない。

## 演奏スタイル
特徴的なプレイスタイルとして、エコノミー・ピッキングを駆使したフルピッキングの速弾きと、彼が創始者とされるエイト・フィンガー・タッピングが挙げられる。
エイト・フィンガー・タッピングは左手の小指〜人差し指の4本と右手の小指〜人差し指の4本の計8本の指を駆使したタッピング奏法である。通常のタッピング奏法とは異なり、右手の複数の指をフレットに対して並行に構えタッピングする。レガートフレーズのような滑らかな音色が特徴的である。彼以外のエイト・フィンガー・タッピングの使用者には、キコ・ルーレイロ、ジョエル・ホークストラなどがいる。

## 使用機材
ギブソン・レスポール
彼のメイン・ギターの一つ。ゴールドトップの1956年製でピックアップ・キャビリティを拡張しハンバッカー・タイプのピックアップを搭載している。フレットはジム・ダンロップのジャンボフレットでペグはシャーラー製。ピックアップ・ブリッジ・テイルピースやピックガード等、頻繁にパーツチェンジが見られる。
HAMER USA Jeff Watson Model
1980年代後半からヘイマーのアーティスト・モデルもメイン・ギターとして使用している。
アンプは、マーシャル (アンプ)やハイワットを使用。

## ディスコグラフィ

### ソロ・アルバム
- 『ローン・レンジャー』 - Lone Ranger (1992年)
- 『アラウンド・ザ・サン』 - Around the Sun (1993年)

### ナイト・レンジャー
- 『ドーン・パトロール』 - Dawn Patrol (1982年)
- 『ミッドナイト・マッドネス』 - Midnight Madness (1983年)
- 『セヴン・ウィッシーズ』 - 7 Wishes (1985年)
- 『ビッグ・ライフ』 - Big Life (1987年)
- 『マン・イン・モーション』 - Man in Motion (1988年)
- 『ライヴ・イン・ジャパン』 - Live in Japan (1990年) ※ライブ
- 『ネヴァーランド』 - Neverland (1997年)
- 『セヴン』 - Seven (1998年)
- 『ロック・イン・ジャパン 1997』 - Rock in Japan '97 (1998年) ※ライブ
- 『ホール・イン・ザ・サン』 - Hole in the Sun (2007年)

### マザーズ・アーミー
- 『マザーズ・アーミー』 - Mother's Army (1993年)
- 『プラネット・アース』 - Planet Earth (1997年)
- 『ファイアー・オン・ザ・ムーン』 - Fire on the Moon (1998年)

### 参加アルバム
- トニー・マカパイン : 『マキシマム・セキュリティ』 - Maximum Security (1987年)
- Various Artists : 『ギター・レコーディングス』 - Guitar's Practicing Musicians (1989年)
- スティーヴ・モーズ : 『サザン・スティール』 - Southern Steel (1991年)
- クリス・アイザック : 『サンフランシスコ・デイズ』 - San Francisco Days (1993年)
- クリス・アイザック : 『フォーエヴァー・ブルー』 - Forever Blue (1995年)
- スティーヴ・ウォルヴァートン : Guitar Farm (2002年)
- マイケル・シェンカー・グループ : 『アラクノフォビアク』 - Arachnophobiac (2003年)
- エリック・マーティン : 『デストロイ・オール・モンスターズ』 - Destroy All Monsters (2004年)
- ドッカーズ・ギルド : The Mystic Technocracy – Season 1: The Age of Ignorance (2012年)
- ディー・メタル・スターズ : 『メタル★ディズニー』 - Metal Disney (2016年) ※「I See the Light」に参加